# Cherrapunjee
Cherrapunjee o Cherrapunji (talvolta in italiano detta Cerrapungi) è una città dell'India di 10 086 abitanti, situata nel distretto dei Monti Khasi Orientali, nello stato federato del Meghalaya. In base al numero di abitanti la città rientra nella classe IV (da 10 000 a 19 999 persone).
Con 11 462 mm all'anno (media 1951-1980) è spesso considerata la città più piovosa in assoluto, sebbene in effetti Mawsynram e Lloró siano più piovose. Mantiene comunque due primati mondiali per la massima piovosità in un anno con 22 987 mm (agosto 1860-luglio 1861) e per la piovosità massima in un singolo mese con 9 300 mm (luglio 1861).

## Geografia fisica

### Territorio
La città è situata a 25° 18' 0 N e 91° 42' 0 E e ha un'altitudine di 1 484 m s.l.m..

### Clima
Il clima di Cherrapunjee è di tipo sinico Cwb secondo la classificazione dei climi di Köppen.
| Cherrapunji                      | Mesi      | Mesi      | Mesi      | Mesi      | Mesi      | Mesi      | Mesi      | Mesi      | Mesi      | Mesi      | Mesi      | Mesi      | Stagioni | Stagioni | Stagioni | Stagioni | Anno   |
| Cherrapunji                      | Gen       | Feb       | Mar       | Apr       | Mag       | Giu       | Lug       | Ago       | Set       | Ott       | Nov       | Dic       | Inv      | Pri      | Est      | Aut      | Anno   |
| -------------------------------- | --------- | --------- | --------- | --------- | --------- | --------- | --------- | --------- | --------- | --------- | --------- | --------- | -------- | -------- | -------- | -------- | ------ |
| T. max. media (°C)               | 15        | 17        | 20        | 22        | 22        | 22        | 22        | 23        | 23        | 22        | 20        | 17        | 16,3     | 21,3     | 22,3     | 21,7     | 20,4   |
| T. min. media (°C)               | 7         | 9         | 12        | 14        | 16        | 17        | 18        | 18        | 17        | 15        | 12        | 8         | 8        | 14       | 17,7     | 14,7     | 13,6   |
| T. max. assoluta (°C)            | 26 (1913) | 28 (1913) | 30 (1913) | 28 (1938) | 30 (1962) | 29 (1962) | 28 (1971) | 29 (1967) | 31 (1969) | 29 (1962) | 26 (1915) | 24 (1969) | 28       | 30       | 29       | 31       | 31     |
| T. min. assoluta (°C)            | 0 (1913)  | 0 (1950)  | 0 (1912)  | 3 (1911)  | 3 (1917)  | 9 (1963)  | 10 (1970) | 6 (1970)  | 12 (1925) | 10 (1957) | 6 (1978)  | 3 (1913)  | 0        | 0        | 6        | 6        | 0      |
| Precipitazioni (mm)              | 19        | 30        | 228       | 695       | 1 461     | 2 857     | 2 689     | 1 811     | 1 073     | 527       | 61        | 11        | 60       | 2 384    | 7 357    | 1 661    | 11 462 |
| Giorni di pioggia                | 1         | 1         | 6         | 15        | 22        | 24        | 27        | 24        | 17        | 9         | 2         | 0         | 2        | 43       | 75       | 28       | 148    |
| Giorni di nebbia                 | 1         | 3         | 2         | 6         | 7         | 15        | 21        | 20        | 13        | 5         | 4         | 4         | 8        | 15       | 56       | 22       | 101    |
| Umidità relativa media (%)       | 72        | 68        | 69        | 81        | 88        | 94        | 95        | 94        | 90        | 83        | 77        | 74        | 71,3     | 79,3     | 94,3     | 83,3     | 82,1   |
| Pressione a 0 metri s.l.m. (hPa) | 870       | 869       | 868       | 867       | 865       | 862       | 862       | 863       | 866       | 869       | 870       | 870       | 869,7    | 866,7    | 862,3    | 868,3    | 866,8  |

## Società

### Evoluzione demografica
Al censimento del 2001 la popolazione di Cherrapunjee assommava a 10 086 persone, delle quali 4 917 maschi e 5 169 femmine. I bambini di età inferiore o uguale ai sei anni assommavano a 1 908, dei quali 970 maschi e 938 femmine. Infine, coloro che erano in grado di saper almeno leggere e scrivere erano 7 474, dei quali 3 652 maschi e 3 822 femmine.

## Riferimenti
Nella tavola numero 277 di Lupo Alberto, Enrico La Talpa esclama durante una giornata di pioggia: "... sembra proprio l'estate di Cerrapungi!". Le tavole seguenti mostrano che gli altri abitanti della fattoria McKenzie cominciano ad usare l'espressione "estate di Cerrapungi", senza però comprenderne il significato.